# Wannegem
Wannegem is een dorp in de Belgische provincie Oost-Vlaanderen. Samen met Lede vormt het Wannegem-Lede, een deelgemeente van Kruisem. Wannegem was begin 19e eeuw een zelfstandige gemeente en vormt het westelijk deel van de deelgemeente.

## Geschiedenis

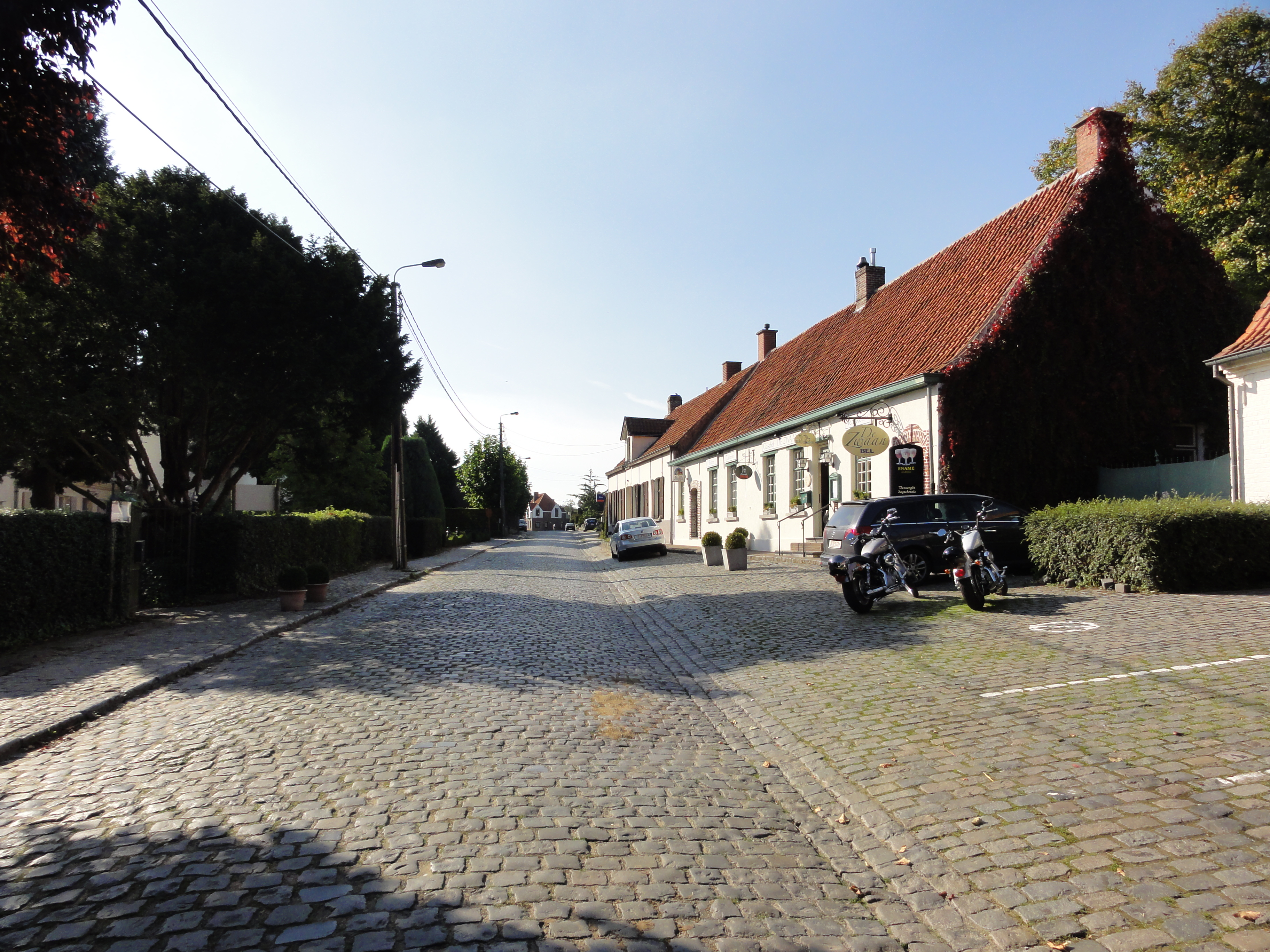
Wannegemdorp en De Zwaan

De plaats werd al vermeld in de 12e en 13e eeuw. De oude benaming heeft de achtervoegsels -inga en -heem, en betekent letterlijk woonplaats van de lieden van Wanhand. De plaats hing bestuurlijk af van de kasselrij Oudenaarde. Op kerkelijk gebied behoorde Wannegem tot het bisdom Doornik en sinds 1559 bij het opgerichte bisdom Gent.
Bij Wannegem lag de heerlijkheid "Heuverhuus" of "Heuverhuis", die al in de 13e eeuw werd vermeld. In 1414 werd deze heerlijkheid met de heerlijkheden Wannegem en Lede verenigd tot één heerlijkheid, Heuverhuis.

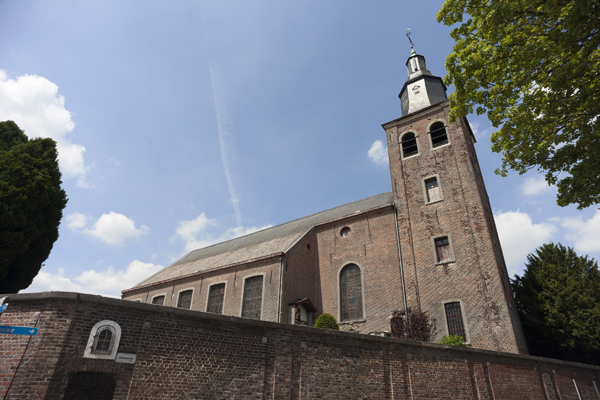
Sint-Machutuskerk

In 1765 werd de heerlijkheid gekocht door de Gentse baron François Baut de Rasmon. Zijn zoon Alphonse liet in 1783 in Heuverhuis een nieuw kasteel optrekken. De oude kerk van Wannegem werd in 1783 gesloopt en de nieuwe Sint-Machutuskerk werd tussen 1784 en 1789 opgetrokken.
Op het eind van het ancien régime werd Wannegem een zelfstandige gemeente. Ook Lede werd een afzonderlijke gemeente. Bij een decreet uit 1809 werden beide gemeenten weer samengevoegd tot de nieuwe gemeente Wannegem-Lede. Bij de gemeentelijke fusies van 1977 werd Wannegem-Lede bij Kruishoutem gevoegd. In 1984 werd de dorpskom beschermd als dorpsgezicht. In 2019 fuseerden Kruishoutem en Zingem tot de nieuwe gemeente Kruisem.

## Bezienswaardigheden
- De Sint-Machutuskerk

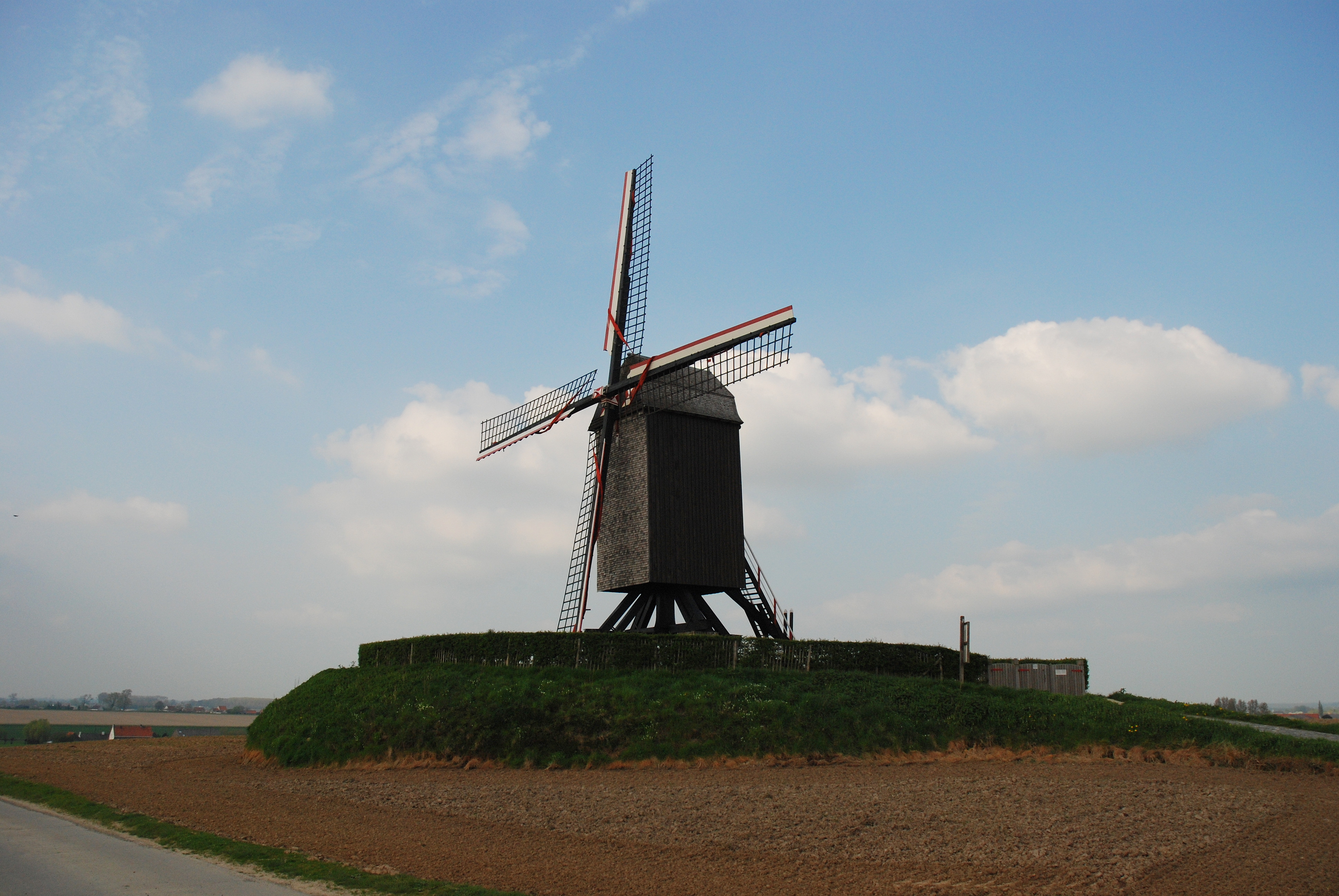
Schietsjampettermolen

- De als monument beschermde kasseiwegen Huisepontweg, Wannegemdorp en Wannegem-Ledestraat
- De 18e-eeuwse pastorie
- Kasteel van Wannegem-Lede
- De beschermde herenwoning op Wannegemdorp 13
- De 18e-eeuwse hoeve aan de Cieskensstraat
- De Schietsjampettermolen, in de jaren 80 overgebracht vanuit Houtave

## Natuur en landschap
Wannegem ligt in het gebied tussen Leie en Schelde. De hoogte bedraagt ongeveer 40 meter en loopt naar het noorden op tot ruim 50 meter, waar zich een oost-westlopende heuvelrug bevindt. De Plankebeek en de Herkplasbeek lopen langs het dorp in noordoostelijke richting.

## Verkeer en vervoer
Ten westen van het dorp loopt de N459 van Kruishoutem naar Oudenaarde.

## Nabijgelegen kernen
Huise, Kruishoutem, Lede, Ooike
Deelgemeenten: Huise · Kruishoutem · Nokere · Ouwegem · Wannegem-Lede · Zingem

Overige plaatsen: Lede · Lozer · Marolle · Wannegem

Belgische gemeenten · Arrondissement Oudenaarde · Oost-Vlaanderen · Vlaanderen